# NGC 914
NGC 914 је спирална галаксија у сазвежђу Андромеда која се налази на NGC листи објеката дубоког неба.
Деклинација објекта је + 42° 8' 41" а ректасцензија 2h 26m 5,1s. Привидна величина (магнитуда) објекта NGC 914 износи 13,0 а фотографска магнитуда 13,7. NGC 914 је још познат и под ознакама UGC 1887, MCG 7-6-17, CGCG 539-23, IRAS 02229+4155, PGC 9253.